# Rivière de la Ferme
Pour les articles homonymes, voir Ferme.
La rivière de la Ferme est un affluent de la rive sud du fleuve Saint-Laurent. Cette rivière coule dans le territoire de la ville de Bécancour, dans la municipalité régionale de comté (MRC) de Bécancour, dans la région administrative du Centre-du-Québec, au Québec, au Canada.

## Géographie
Les principaux bassins versants voisins de la rivière de la Ferme sont :
- Côté nord : fleuve Saint-Laurent ;
- Côté est : rivière du Moulin, rivière aux Glaises, rivière aux Orignaux ;
- Côté sud : rivière Gentilly, rivière Beaudet ;
- Côté ouest : rivière Gentilly.

La rivière de la Ferme prend sa source en zone agricole au sud du village de Gentilly et au nord de la rivière Gentilly.
À partir de sa zone de tête, la rivière de la Ferme coule sur 6,8 km répartis selon les segments suivants :
- 0,5 km vers l'ouest, jusqu'au chemin Saint-François-Xavier ;
- 2,2 km vers le nord, jusqu'au chemin des Bouvreuils ;
- 2,8 km vers le nord, en passant à l'ouest du village de Gentilly, jusqu'à la route 132 ;
- 1,3 km vers le nord, jusqu'à sa confluence.

La rivière de la Ferme se déverse dans La Petite Anse face aux battures de Gentilly sur la rive sud du fleuve Saint-Laurent. Sa conflence est située à l'ouest du village de Gentilly et à l'ouest de la ville de Bécancour.

## Toponymie
Le toponyme rivière de la Ferme a été officialisé le 5 décembre 1968 à la Commission de toponymie du Québec.